# مون هیون-جانگ
مون هیون-جانگ (انگلیسی: Mun Hyeon-jang؛ زادهٔ ۱۲ مهٔ ۱۹۳۷) بازیکن بسکتبال اهل کره جنوبی بود. وی در بازی‌های المپیک تابستانی ۱۹۶۴ شرکت کرده‌است.